# Алапаевский район
Алапа́евский район — административно-территориальная единица в Свердловской области России. В границах района образованы три городских округа: муниципальное образование город Алапаевск, муниципальное образование Алапаевское и Махнёвское муниципальное образование.
Административный центр — город Алапаевск (в состав района не входит).

## География
Алапаевский район расположен в центральной части Свердловской области и в северо-западной части Восточного управленческого округа в составе области. Площадь Алапаевского района — 10036,2 км², что составляет около 5,17 % общей площади Екатеринбуржья. Кроме того, район крупнее 6 из 85 регионов России. В южной части Алапаевского района образовано муниципальное образование Алапаевское площадью 4282,2 км², в северной — Махнёвское муниципальное образование площадью 5754 км², которые составляют 42,67 % и 57,33 % площади района соответственно.
Алапаевский район расположен к востоку от Уральских гор, на естественной границе Урала и Западной Сибири, в азиатской части России. В пределах района расположены нижние течения рек Нейвы и Режа, которые на юго-востоке района сливаются в одну реку — Ницу. По северной части Алапаевского района протекает река Тагил, которая на северо-востоке района впадает в Туру. Тура пересекает район, отсекая от него глубоко вдающуюся на северо-восток часть Алапаевского района. В северной и восточной частях района много болот.
Район граничит со своим административным центром — городом Алапаевском на юго-западе. От него на север, юг и запад проходят ветки Свердловской железной дороги, которые соединяют часть населённых пунктов района. Также транспортной сетью района является часть автодороги Екатеринбург — Алапаевск — Махнёво. Посёлок Махнёво находится на севере района, у пересечения железнодорожной ветки Алапаевск — Серов и реки Тагил. По правому берегу Тагила и затем реки Туры на восток от посёлка Махнёво уходит автодорога до посёлка Санкино.
В юго-западной части Алапаевского района расположен крупный посёлок Верхняя Синячиха, в районе которого были замучены и убиты представители дома Романовых и близкие к ним люди.
Также по территории Алапаевского района пролегает знаменитая Алапаевская узкоколейная железная дорога, соединяющая Алапаевск с труднодоступной северо-восточной частью района.
Алапаевский район граничит:
- на севере — с Гаринским районом,
- на северо-востоке — с Таборинским районом,
- на востоке — с Туринским районом,
- на юго-востоке — с Ирбитским районом,
- на юге — с Артёмовским районом,
- на юго-западе — с Режевским районом, административно-территориальной единицей город Алапаевск и Пригородным районом,
- на западе — с Верхнесалдинским районом и административно-территориальной единицей город Нижняя Салда,
- на северо-западе — с Верхотурским и Серовским районами.

## Население
| 1959    | 1970    | 1979    | 1989    | 2002    | 2009    | 2010    |
| ------- | ------- | ------- | ------- | ------- | ------- | ------- |
| 37 447  | ↗63 607 | ↘52 625 | ↘49 491 | ↘40 522 | ↘36 542 | ↘33 613 |
| 2011    | 2012    | 2013    | 2014    | 2015    | 2016    | 2017    |
| ↘33 457 | ↘32 878 | ↘32 447 | ↘31 975 | ↘31 579 | ↘31 133 | ↘30 733 |
| 2018    | 2019    | 2020    | 2021    |         |         |         |
| ↘30 362 | ↘29 979 | ↘29 775 | ↘28 339 |         |         |         |

Численность населения района в рамках МО Алапаевское и Махнёвское МО по данным на 2018 год составляет 29 399 человек.

## История

### Алапаевский район
Алапаевский район был образован в декабре 1923 года в составе Верхотурского округа Уральской области РСФСР. В его состав вошла часть территории бывшего Алапаевского уезда Екатеринбургской губернии. Район был разделён на город (Алапаевск), 2 посёлка (Верхняя Синячиха и Нейво-Шайтанский) и 27 сельсоветов.
В 1930 году округа были упразднены и Алапаевский район перешёл в прямое подчинение Уральской области. В том же году к Алапаевскому району был присоединён Костинский район.
17 января 1934 года Алапаевский район был отнесён к Свердловской области. 10 мая того же года к Алапаевскому району был присоединён Махнёвский район.
25 января 1935 года был восстановлен Махнёвский район. В результате Алапаевский район стал включать город Алапаевск, 2 посёлка (Верхняя Синячиха и Нейво-Шайтанский) и 27 сельсоветов (Алапаихинский, Арамашевский, Бобровский, Бутаковский, Вогульский, Голубковский, Грязнухинский, Деевский, Катышкинский, Клевакинский, Коптеловский, Костинский, Мелкозеровский, Михайловский, Монастырский, Невьянский, Нижнесинячихинский, Останинский, Первуновский, Раскатихинский, Толмачевский, Чечулинский, Яланский, Ялунинский, Ярославский, Ясашинский и Ячменевский).
20 мая 1936 года в Мелкозеровский сельсовет было передано селение Ивановка из Арамашковского сельсовета Режевского района.
22 апреля 1937 года были образованы пос. при Асбестовском руднике был преобразован в рабочий посёлок и переименован в Красноозёрск, пос. при Зыряновском железном руднике и селение Зыряновка были объединены в рп Нейво-Горняцкий.
16 января 1939 года выс. Овинный из Мироновского сельсовета Егоршинского района был передан в Арамашевский сельсовет Алапаевского района.
16 сентября 1939 года из части Чечулинского сельсовета были образованы Мураткинский и Строкинский сельсоветы. В Мураткинский сельсовет вошли: пос. Мураткинский (центр), бараки 105 лесного квартала и химлеспрома, погрузочная будка, посёлки лесных участков и углевыжигательных печей — Бобровская группа, Дощённый, Картомский (колхоз «Красный партизан»), Подкур и ж.д. ст. Октябрьская; в Строкинский сельсовет: с. Строкинское (центр), бараки 22, 32, 39, 43 лесных кварталов, бараки Глухой Балки, Сухой Балки, Чащинский и Шмановский, ж.д. будки 40 и 44 км, ж.д. ст. Ельничная, посёлки лесных участков и углевыжигательных печей Балакинский, Белоусовский, Большой Урал, Бобровский, Боровский, Бугринский, Вогульский, Гаранинский, Дедюхинский, Кыртомский, Паньшинский, Пустынский, Рудная речка, Рудная группа, Травянский, Хмелёвский, Чащинский, Черемшанский и Чернышевский; в Чечулинский сельсовет вошли: с. Чечулино (центр), ж.д. будки 4, 5, 15, 24 и 34 км, ж.д. станции Болотная, Мугай и Советская, лесные бараки 7 и 71 кварталов и 45 версты, населённые пункты, посёлки лесных кварталов и углевыжигательнных печей Брёховский, Вязовский, Гаёвский, Искинский, Листвянский, Луковский, Малосеверский, Мугайский, Озёрский, Осиновский, Рассохинский, Реунок, Тимошина, Флюсовского рудника.
15 января 1941 года пос. Зыряновского рудника был преобразован в рп Зыряновский. 7 марта Раскатихинский с/с был передан в Егоршинский район. 11 марта город Алапаевск был отнесён к категории городов областного подчинения и выведен из состава Алапаевского района. В подчинение к Алапаевску также были отнесены рп Верхняя Синячиха, Нейво-Шайтанский и Зыряновский. 6 июня населённый пункт при Асбестовском руднике был преобразован в рп Асбестовский.
Указами Президиума ВС РСФСР от 18 ноября и 25 ноября 1944 года Арамашевский, Бутаковский, Вогульский, Грязнухинский, Деевский, Катышкинский, Клевакинский, Коптеловский, Костинский, Ялунинский, Ярославский и Ячменевский с/с были переданы в новообразованный Коптеловский район. Рабочий посёлок Верхняя Синячиха; Бобровский, Голубковский, Михалевский, Монастырский, Муратковский, Невьянский, Нижнесинячихинский, Останинский, Первухинский, Строкинский, Чечулинский, Яланский и Ясашный с/с были переданы в новообразованный Синячихинский район.
15 января 1945 года Алапаевский район был упразднён, а его территория разделена между Коптеловским и Синячихинским районами.
9 марта 1959 года Синячихинский район был переименован в Алапаевский. При этом он был упразднён как управленческая единица (присоединён к Алапаевскому горсовету), но сохранён как территориальная.
28 октября 1960 года были зарегистрированы населённые пункты:
- в Верхнесинячихинском поссовете — пос. Коврижный;
- в Зыряновском поссовете — пос. Пионерский и Омутной;
- в Нейво-Шайтанском поссовете — пос. Берёзовский, Баканов Ключ, Ватиха и ж.д. станция-пос. Кедровка;
- в Бобровском сельсовете — кордон Бобровский;
- в Невьянском сельсовете — пос. Гремячево;
- в Нижнесинячихинском сельсовете — пос. Дачный;
- в Муратковском сельсовете — пос. Квартал 105-й и Лиственка;
- в Останинском сельсовете — пос. Дружба;
- в Толмачёвском сельсовете — пос. Заря и Новоямово;
- в подчинении Алапаевского горсовета — пос. Большая Вогулка, Малая Вогулка, Каменка, Гончарный, Каменский и Харловка.

13 января 1961 года:
- Бобровский сельсовет был объединён с Монастырским, Калачинский с Санкинским;
- Мелкозеровский и Ключевский сельсоветы были упразднены; населённые пункты бывшего Мелкозеровского сельсовета Устьянчики, Маёвка, Малая Ленёвка и Ленёвка были переданы в Зыряновский поссовет, а с. Мелкозерово — в Асбестовский; населённые пункты Водяновский, Озеро и Хромистый бывшего Ключевского сельсовета были переданы в Асбестовский поссовет, а д. Ключи и кордон Мостовая — в Нейво-Алапаихинский сельсовет;
- населённые пункты Старики, Нейво-Алапаихинский кордон и ж.д. будка 6 км Зыряновской ветки были переданы из Алапаихинского сельсовета в Зыряновский поссовет;
- центр Нейво-Алапаихинского сельсовета был перенесён в пос. Западный, Нейво-Алапаихинский сельсовет переименован в Западный;
- населённый пункт Нейво-Алапаиха был включён в городскую черту Алапаевска;
- центр Мугайского сельсовета был перенесён в пос. Зенковка, переименовать Мугайский сельсовет переименован в Зенковский.

25 июня 1962 года с. Монастырское было переименовано в Кировское. 27 июля Монастырский сельсовет был переименован в Кировский.
1 февраля 1963 года был создан Алапаевский сельский район. В его состав вошли Голубковский, Западный, Кировский, Невьянский, Нижнесинячихинский, Останинский и Толмачевский с/с Алапаевского горсовета; Боярский, Бичурский, Лебедкинский, Мироновский, Мостовской, Писанский, Покровский, Трифоновский и Шогринский с/с Артёмовского горсовета; Арамашевский, Деевский, Коптеловский, Костинский и Раскатихинский с/с Коптеловского района; Болотовский, Гаевский, Измоденовский, Кишкинский, Махневский, Мугайский и Фоминский сельсоветы Махневского района; Арамашковский, Глинский, Каменский, Клевакинский, Леневский, Липовский, Останинский, Першинский, Фирсовский и Черемисский с/с Режевского района.
18 мая был образован посёлок Сосновый Бор. 18 октября в посёлок был перенесён центр Боярского сельсовета, сельсовет был переименован в Сосновоборский. Д. Боярка, пос. Металлист, Строитель, Липовские Печи, квартал 75 и Озерской бывшего Боярского сельсовета были переданы в подчинение Красногвардейского поссовета г. Артёмовского.
19 марта 1964 года Шогринский сельсовет был объединён с Мостовским (центр с. Мостовское); Писанский с Сосновоборским (центр с. Сосновый Бор); Бичурский с Лебёдкинским (центр с. Лебёдкино).
20 июля населённый пункт Лисава был передан из Трифоновского сельсовета в Мостовской.
13 января 1965 года Алапаевский сельский район был преобразован в Алапаевский район. При этом часть его территории была передана восстановленным Артёмовскому и Режевскому районам, а также городу областного подчинения Алапаевску.
4 марта 1966 года пос. Дружба был передан из Останинского сельсовета в Толмачёвский. 8 июля центр Рычковского сельсовета был перенесён в пос. Бубчиково с переименованием сельсовета в Бубчиковский. 30 сентября д. Малая Леневка была передана из Зыряновского поссовета г. Алапаевска в Деевский сельсовет Алапаевского района.
13.01.1967 — Решение облисполкома № 6
Деревни Елань и Первунова переданы из состава Кировского сельсовета в административно-территориальное подчинение Невьянского сельсовета; деревни Манькова и Михалева из Невьянского сельсовета — в Голубковский сельсовет.
В 1968—1975 годах были образованы 8 новых сельсоветов, 1 сельсовет упразднён, а Махнёвский с/с преобразован в поселковый совет.
25 января 1968 года был образован Самоцветный сельсовет, в состав которого вошли пос. Курорта «Самоцвет» (центр сельсовета), ж.д. ст. Самоцвет, ж.д. будки 147 км, деревень Нагорная и Подгорная, переданные из Арамашевского сельсовета.
27 июня село Махнёво было отнесено к категории рабочих посёлков. Махнёвский сельсовет был преобразован в поссовет.
30 декабря 1968 года были образованы Калачинский и Берёзовский сельсоветы; в состав Калачинского сельсовета вошли пос. Калач (центр сельсовета) и Романовский, д. Шамейная, переданные из Санкинского сельсовета; в состав Берёзовского сельсовета вошли поселков Бер. (центр сельсовета), Бугры и Паньшино, переданные из Строкинского сельсовета.
12 июня 1969 года пос. Бакарюка был передан из Санкинского сельсовета Алапаевского района в Восточный поссовет Серовского района.
15 апреля 1971 года пос. Бугры и Паньшино были переданы из Берёзовского сельсовета в Строкинский.
9 марта 1972 года пос. Таёжный и Октябрьский были исключены из Карпунинского поссовета Верхотурского района и образовали Таёжный сельсовет Алапаевского района.
11 октября были упразднены: пос. Винокурово и д. Гора Малыгина, Гора Харапугина, Дедюхина, Малая Ерзовка, Немчинова Махнёвского поссовета; д. Митькина и Савина Болотовского сельсовета; пос. Рассоха Бубчиковского сельсовета; пос. Черемша Гаранинского сельсовета; д. Малая Ленёвка Деевского сельсовета; пос. Мугай и Реунок Зенковского сельсовета; д. Балакина, Губина и Мурашова Измоденовского сельсовета; д. Белякова, Боровая, Липовка, Мостовая, Согра, Чикман и пос. Кордон Кировского сельсовета; д. Лиханка Коптеловского сельсовета; д. Разумная Костинского сельсовета; д. Гигина и Закожурникова Мугайского сельсовета; пос. Квартал 105, Кыртомка, Листвянка, Монастырь-Бобровка Муратковского сельсовета; пос. Гремячий Невьянского сельсовета; д. Нагорная Самоцветного сельсовета; пос. Бектяшево Санкинского сельсовета; пос. Бугры, Кыртомка, Паньшино Строкинского сельсовета; д. Ямово Толмачёвского сельсовета; дер. Еловка, Ершова, Малая Черемисина, Новоселова, Поварня Фоминского сельсовета; пос. Таёжный Хабарчихинского сельсовета; пос. Полудёнка Ясашинского сельсовета.
12 апреля 1973 года:
- пос. Каменский и Рассоха были переданы из состава пригородной зоны Алапаевска в Толмачёвский сельсовет Алапаевского района;
- пос. Мирный Хабарчихинского сельсовета был включён в черту Махнёва;
- пос. Октябрьский был передан из Таёжного сельсовета в Хабарчихинский;
- пос.Лесхимкомбинат Верхнесинячихинского поссовета был включён в черту Верхней Синячихи;
- д. Устье и Балакина Нижнесинячихинского сельсовета были объединены с с. Нижняя Синячиха;
- из Коптеловского сельсовета был выделен Елунинский, в состав которого вошли с. Ялунинского (центр сельсовета) и д. Вогулки;
- из Махнёвского поссовета был выделен Большеерзовский сельсовет, в состав которого вошли д. Большая Ерзовка (центр сельсовета), Боровая, Гора Коробейникова, Горсткина, Карпихина, Кокшарова, Подкина, Перевалова и Трошкова;
- пос. Рассоха Толмачёвского сельсовета и д. Камельская Гаёвского сельсовета были упразднены.

20 сентября из Большеерзовского сельсовета был выделен Кокшаровский, в состав которого вошли д. Кокшарова (центр сельсовета), Боровая, Перевалова, Подкина и Трошкова, переданных из состава Большеерзовского сельсовета.
27 февраля 1975 года был Гаёвский сельсовет был объединён с Мугайским, д. Орехова бывшего сельсовета была упразднена.
30 декабря 1976 года были упразднены: пос. Осиновка Верхнесинячихинского поссовета, д. Норицына Болотовского сельсовета, д. Юдина Голубковского сельсовета, пос. Северка Зенковского сельсовета, д. Белоусова, Камень, Лобан, Охорзина, Фексина Измоденовского сельсовета, д. Шамейная Калачинского сельсовета, д. Рудная Кировского сельсовета, д. Калганова, Копырина Кишкинского сельсовета, д. Мезень, пос. Привольский Костинского сельсовета, пос. Майка, Подкур Муратковского сельсовета, д. Куликова, Подкорытова Останинского сельсовета, д. Луговая Фоминского сельсовета, пос. Юкон Хабарчихинского сельсовета, д. Новосеверная, Ясашная Ясашинского сельсовета.
9 февраля 1977 года были уточнены как правильные наименования: д. Косякова (вместо д. Косикова(о)) Арамашевского сельсовета, д. Рычково (вместо с. Рычково) Бубчиковского сельсовета, д. Манькова (вместо д. Манькова(о)) Голубковского сельсовета, д. Мокина (вместо д. Мокина(о)) Голубковского сельсовета, д. Молтаево (вместо пос. Молтаево) Деевского сельсовета, с. Измоденово (вместо д. Измоденова) Измоденовского сельсовета, д. Комарова (вместо с. Комарово) Измоденовского сельсовета, пос. Мугайское (вместо пос. ж.д. ст. Мугайская) Измоденовского сельсовета, д. Шипицына (вместо с. Шипицыно) Измоденовского сельсовета, пос. Калач (вместо с. Калач) Калачинского сельсовета, с. Клевакино (вместо с. Клевакинское) Костинского сельсовета, д. Фоминка (вместо д. Фомина) Костинского сельсовета, с. Ярославль (вместо с. Ярославское) Костинского сельсовета, с. Мугай (вместо с. Мугай(ское)) Мугайского сельсовета, д. Гаёво (вместо с. Гаёво)) Мугайского сельсовета, с. Раскатиха (вместо д. Раскатиха) Раскатихинского сельсовета, д. Гостьково (вместо с. Гостьково) Раскатихинского сельсовета, д. Подгорная (вместо д. Подгорная(ое)) Самоцветного сельсовета, д. Афончикова (вместо д. Болотова (Афончикова)) Санкинского сельсовета, пос. Чернышовка (вместо пос. Чернышёвка) Строкинского сельсовета, пос. Дружба (вместо д. Дружба) Толмачёвского сельсовета, пос. Заря (вместо д. Заря) Толмачёвского сельсовета.
23 февраля д. Заякина и Чечулина были включены в черту Верхней Синячихи, д. Костина в черту Махнёва.
1 апреля в Деевском сельсовете пос. Курорт «Озеро Молтаево» был объединён с пос. Маёвка.
Объединить фактически слившиеся населённые пункты и присвоить им названия: пос. Маевка и пос. Курорт «Озеро Молтаево» — в пос. Маевка Деевского сельсовета.
2 февраля 1978 года было внесено уточнение в наименование: пос. Мугайское (вместо пос. ж.д. ст. Мугайская) Измоденовского сельсовета.
29 марта в Ясашинском поссовета был восстановлен ранее упразднённый пос. Полуденка Ясашинского сельсовета; в Коптеловском сельсовете был упразднён пос. Рябиновка.
23 августа 1982 года были упразднены: д. Семёновка Кировского сельсовета, пос. Романовский Калачинского сельсовета, д. Берстенева Мугайского сельсовета, д. Бабинова Невьянского сельсовета, пос. Флюсовый Верхнесинячихинского поссовета, д. Подгорная Самоцветного сельсовета, д. Черемисина Фоминского сельсовета, пос. Октябрьский Хабарчихинского сельсовета.
17 июня 1985 года центр Строкинского сельсовета был перенесён в пос. Ельничная, сельсовет переименован в Ельничный.

### Муниципальные образования
6 августа 1995 года Алапаевский район получил статус муниципального образования. Муниципальное образование было включено в областной реестр муниципальных образований 10 ноября 1996 года.
31 декабря 2004 года Алапаевский район был наделён статусом городского округа.
1 января 2006 года городской округ был переименован в Алапаевское муниципальное образование, а с 1 января 2009 года — разделён на муниципальное образование Алапаевское и Махнёвское муниципальное образование.

## Населённые пункты, административно-территориальное устройство
В Алапаевском районе 113 населённых пунктов — 2 посёлка городского типа и 111 сельских. До 1 октября 2017 года населённые пункты делились на 31 сельсовет, 2 посёлка городского типа, из которых статусом рабочего посёлка был наделён один, и сельские населённые пункты в подчинении пгт.

### Административно-территориальное устройство до 1.10.2017
| №        | ТЕ / АТЕ            | Состав | Упразднённые после 1991 н.п.         | Мун. обр. (ГО) |
| -------- | ------------------- | --- | ------------------------------------ | -------------- |
| 1        | рп Верхняя Синячиха | Верхняя Синячиха, посёлок Бабушкино, деревня Тимошина                                                                                           |                                      | Алапаевское    |
| 2        | пгт Махнёво         | Махнёво, деревни Ерзовка, Шмакова |                                      | Махнёвское     |
| 2.000001 | сельсоветы          | |                                      |                |
| 3        | Арамашевский        | село Арамашево, деревни Катышка, Косякова, Кулига                                                                                               |                                      | Алапаевское    |
| 4        | Берёзовский         | посёлок Берёзовский |                                      | Алапаевское    |
| 5        | Болотовский         | село Болотовское |                                      | Махнёвское     |
| 6        | Большеерзовский     | деревни Большая Ерзовка, Гора Коробейникова, Горсткина, Карпихина                                                                               |                                      | Махнёвское     |
| 7        | Бубчиковский        | посёлок Бубчиково, деревня Мысы, село Рычково                                                                                                   | посёлок Карьер                       | Алапаевское    |
| 8        | Гаранинский         | посёлок Гаранинка | посёлок Бобровский                   | Алапаевское    |
| 9        | Голубковский        | село Голубковское, деревни Бунькова, Михалёва, Мокина                                                                                           |                                      | Алапаевское    |
| 10       | Деевский            | село Деево, посёлки Маёвка, Молтаево |                                      | Алапаевское    |
| 11       | Ельничный           | посёлки Ельничная, Строкинка |                                      | Алапаевское    |
| 12       | Зенковский          | посёлок Зенковка |                                      | Алапаевское    |
| 13       | Измоденовский       | сёла Измоденово, Комарово, Шипицыно, деревни Колесова, Трескова, Тычкина, посёлок Мугайское                                                     |                                      | Махнёвское     |
| 14       | Калачинский         | посёлок Калач |                                      | Махнёвское     |
| 15       | Кировский           | село Кировское, деревни Бобровка, Мясникова, Ряпосова                                                                                           | деревни Лопатова, Нижний Яр, Швецова | Алапаевское    |
| 16       | Кишкинский          | село Кишкинское, деревни Ложкина, Луговая, Пурегова, Турутина                                                                                   |                                      | Махнёвское     |
| 17       | Кокшаровский        | деревни Кокшарова, Боровая, Перевалова, Подкина, Трошкова                                                                                       |                                      | Махнёвское     |
| 18       | Коптеловский        | село Коптелово, деревни Ермаки, Исакова, Никонова, Таборы, посёлок Коптелово                                                                    |                                      | Алапаевское    |
| 19       | Костинский          | сёла Костино, Клевакино, Ярославское, деревни Бутакова, Ветлугина, Грязнуха, Кострома, Кочнева, Молокова, Сохарёва, Федосова, Фоминка, Ячменёва |                                      | Алапаевское    |
| 20       | Мугайский           | село Мугай, деревни Анисимова, Маскалка, Плюхина, Толмачёва, Толстова                                                                           | село Гаёво, деревня Сидорова         | Махнёвское     |
| 21       | Муратковский        | посёлок Муратково | посёлок Октябрь                      | Махнёвское     |
| 22       | Невьянский          | село Невьянское, деревни Елань, Ключи, Первунова                                                                                                |                                      | Алапаевское    |
| 23       | Нижнесинячихинский  | село Нижняя Синячиха, посёлок Синячиха |                                      | Алапаевское    |
| 24       | Останинский         | село Останино, деревни Бучина, Верхний Яр, Городище, Кабакова, Путилова                                                                         |                                      | Алапаевское    |
| 25       | Раскатихинский      | сёла Раскатиха, Гостьково |                                      | Алапаевское    |
| 26       | Самоцветный         | посёлки Курорт-Самоцвет, Самоцвет |                                      | Алапаевское    |
| 27       | Санкинский          | посёлки Санкино, Плантация, деревни Афончикова, Новосёлова                                                                                      |                                      | Махнёвское     |
| 28       | Таёжный             | посёлок Таёжный |                                      | Махнёвское     |
| 29       | Толмачёвский        | село Толмачёво, деревня Глухих, посёлки Дружба, Заря, Каменский, Новоямово                                                                      |                                      | Алапаевское    |
| 30       | Фоминский           | село Фоминское |                                      | Махнёвское     |
| 31       | Хабарчихинский      | посёлок Хабарчиха |                                      | Махнёвское     |
| 32       | Ялунинский          | село Ялунинское, деревня Вогулка |                                      | Алапаевское    |
| 33       | Ясашинский          | посёлки Ясашная, Задание, Полудёнка |                                      | Алапаевское    |

### Населённые пункты
| №   | Населённый пункт   | Тип     | Население | Городской округ                       |
| --- | ------------------ | ------- | --------- | ------------------------------------- |
| 1   | Анисимова          | деревня | ↘51       | Махнёвское муниципальное образование  |
| 2   | Арамашево          | село    | ↘713      | муниципальное образование Алапаевское |
| 3   | Афончикова         | деревня | ↘22       | Махнёвское муниципальное образование  |
| 4   | Берёзовский        | посёлок | ↘19       | муниципальное образование Алапаевское |
| 5   | Бобровка           | деревня | ↘163      | муниципальное образование Алапаевское |
| 6   | Болотовское        | село    | ↘39       | Махнёвское муниципальное образование  |
| 7   | Большая Ерзовка    | деревня | ↘104      | Махнёвское муниципальное образование  |
| 8   | Боровая            | деревня | →0        | Махнёвское муниципальное образование  |
| 9   | Бубчиково          | посёлок | ↘887      | муниципальное образование Алапаевское |
| 10  | Бунькова           | деревня | ↘100      | муниципальное образование Алапаевское |
| 11  | Бутакова           | деревня | ↘221      | муниципальное образование Алапаевское |
| 12  | Бучина             | деревня | ↘59       | муниципальное образование Алапаевское |
| 13  | Верхний Яр         | деревня | ↘125      | муниципальное образование Алапаевское |
| 14  | Верхняя Синячиха   | пгт     | ↗9417     | муниципальное образование Алапаевское |
| 15  | Ветлугина          | деревня | ↘51       | муниципальное образование Алапаевское |
| 16  | Вогулка            | деревня | ↘186      | муниципальное образование Алапаевское |
| 17  | Гаранинка          | посёлок | ↘111      | муниципальное образование Алапаевское |
| 18  | Глухих             | деревня | →0        | муниципальное образование Алапаевское |
| 19  | Голубковское       | село    | ↘928      | муниципальное образование Алапаевское |
| 20  | Гора Коробейникова | деревня | ↘13       | Махнёвское муниципальное образование  |
| 21  | Городище           | деревня | ↗28       | муниципальное образование Алапаевское |
| 22  | Горсткина          | деревня | ↘3        | Махнёвское муниципальное образование  |
| 23  | Гостьково          | село    | ↘98       | муниципальное образование Алапаевское |
| 24  | Грязнуха           | деревня | →0        | муниципальное образование Алапаевское |
| 25  | Деево              | село    | ↗938      | муниципальное образование Алапаевское |
| 26  | Дружба             | посёлок | ↘23       | муниципальное образование Алапаевское |
| 27  | Елань              | деревня | ↘24       | муниципальное образование Алапаевское |
| 28  | Ельничная          | посёлок | ↘292      | муниципальное образование Алапаевское |
| 29  | Ерзовка            | посёлок | ↘37       | Махнёвское муниципальное образование  |
| 30  | Ермаки             | деревня | ↘67       | муниципальное образование Алапаевское |
| 31  | Задание            | посёлок | ↘22       | муниципальное образование Алапаевское |
| 32  | Заря               | посёлок | ↘979      | муниципальное образование Алапаевское |
| 33  | Зенковка           | посёлок | ↘2        | муниципальное образование Алапаевское |
| 34  | Измоденово         | село    | ↘584      | Махнёвское муниципальное образование  |
| 35  | Исакова            | деревня | ↘81       | муниципальное образование Алапаевское |
| 36  | Кабакова           | деревня | ↘146      | муниципальное образование Алапаевское |
| 37  | Калач              | посёлок | ↘53       | Махнёвское муниципальное образование  |
| 38  | Каменский          | посёлок | ↘52       | муниципальное образование Алапаевское |
| 39  | Карпихина          | деревня | ↗33       | Махнёвское муниципальное образование  |
| 40  | Катышка            | деревня | ↘159      | муниципальное образование Алапаевское |
| 41  | Кировское          | село    | ↘900      | муниципальное образование Алапаевское |
| 42  | Кишкинское         | село    | ↘394      | Махнёвское муниципальное образование  |
| 43  | Клевакино          | село    | ↘371      | муниципальное образование Алапаевское |
| 44  | Ключи              | деревня | ↘197      | муниципальное образование Алапаевское |
| 45  | Кокшарова          | деревня | ↘103      | Махнёвское муниципальное образование  |
| 46  | Колесова           | деревня | ↘0        | Махнёвское муниципальное образование  |
| 47  | Комарово           | село    | ↗4        | Махнёвское муниципальное образование  |
| 48  | Коптелово          | посёлок | ↘39       | муниципальное образование Алапаевское |
| 49  | Коптелово          | село    | ↘1292     | муниципальное образование Алапаевское |
| 50  | Костино            | село    | ↘1083     | муниципальное образование Алапаевское |
| 51  | Кострома           | деревня | ↘7        | муниципальное образование Алапаевское |
| 52  | Косякова           | деревня | ↘95       | муниципальное образование Алапаевское |
| 53  | Кочнева            | деревня | →0        | муниципальное образование Алапаевское |
| 54  | Кулига             | деревня | ↘95       | муниципальное образование Алапаевское |
| 55  | Курорт-Самоцвет    | посёлок | ↘651      | муниципальное образование Алапаевское |
| 56  | Ложкина            | деревня | ↘40       | Махнёвское муниципальное образование  |
| 57  | Луговая            | деревня | ↘13       | Махнёвское муниципальное образование  |
| 58  | Маёвка             | посёлок | ↘25       | муниципальное образование Алапаевское |
| 59  | Маскалка           | деревня | →0        | Махнёвское муниципальное образование  |
| 60  | Махнёво            | пгт     | ↘2688     | Махнёвское муниципальное образование  |
| 61  | Михалёва           | деревня | ↘113      | муниципальное образование Алапаевское |
| 62  | Мокина             | деревня | ↘0        | муниципальное образование Алапаевское |
| 63  | Молокова           | деревня | ↘5        | муниципальное образование Алапаевское |
| 64  | Молтаево           | посёлок | ↗38       | муниципальное образование Алапаевское |
| 65  | Мугай              | село    | ↘565      | Махнёвское муниципальное образование  |
| 66  | Мугайское          | посёлок | ↘5        | Махнёвское муниципальное образование  |
| 67  | Муратково          | посёлок | ↘246      | Махнёвское муниципальное образование  |
| 68  | Мысы               | деревня | ↘0        | муниципальное образование Алапаевское |
| 69  | Мясникова          | деревня | ↘12       | муниципальное образование Алапаевское |
| 70  | Невьянское         | село    | ↘549      | муниципальное образование Алапаевское |
| 71  | Нижняя Синячиха    | село    | ↘595      | муниципальное образование Алапаевское |
| 72  | Никонова           | деревня | ↘62       | муниципальное образование Алапаевское |
| 73  | Новосёлова         | деревня | ↘42       | Махнёвское муниципальное образование  |
| 74  | Новоямово          | посёлок | ↘99       | муниципальное образование Алапаевское |
| 75  | Останино           | село    | ↗451      | муниципальное образование Алапаевское |
| 76  | Первунова          | деревня | ↘186      | муниципальное образование Алапаевское |
| 77  | Перевалова         | деревня | ↗46       | Махнёвское муниципальное образование  |
| 78  | Плантация          | посёлок | ↘0        | Махнёвское муниципальное образование  |
| 79  | Плюхина            | деревня | ↘4        | Махнёвское муниципальное образование  |
| 80  | Подкина            | деревня | ↘32       | Махнёвское муниципальное образование  |
| 81  | Полудёнка          | посёлок | ↘5        | муниципальное образование Алапаевское |
| 82  | Пурегова           | деревня | ↘7        | Махнёвское муниципальное образование  |
| 83  | Путилова           | деревня | ↗129      | муниципальное образование Алапаевское |
| 84  | Раскатиха          | село    | ↘372      | муниципальное образование Алапаевское |
| 85  | Рычково            | село    | ↘72       | муниципальное образование Алапаевское |
| 86  | Ряпосова           | деревня | ↘4        | муниципальное образование Алапаевское |
| 87  | Самоцвет           | посёлок | ↘284      | муниципальное образование Алапаевское |
| 88  | Санкино            | посёлок | ↘477      | Махнёвское муниципальное образование  |
| 89  | Синячиха           | посёлок | ↗74       | муниципальное образование Алапаевское |
| 90  | Сохарёва           | деревня | ↗15       | муниципальное образование Алапаевское |
| 91  | Строкинка          | посёлок | ↘56       | муниципальное образование Алапаевское |
| 92  | Таборы             | деревня | ↘137      | муниципальное образование Алапаевское |
| 93  | Таёжный            | посёлок | ↘237      | Махнёвское муниципальное образование  |
| 94  | Тимошина           | деревня | ↗17       | муниципальное образование Алапаевское |
| 95  | Толмачёва          | деревня | ↘8        | Махнёвское муниципальное образование  |
| 96  | Толмачёво          | село    | ↘475      | муниципальное образование Алапаевское |
| 97  | Толстова           | деревня | ↘3        | Махнёвское муниципальное образование  |
| 98  | Трескова           | деревня | ↘75       | Махнёвское муниципальное образование  |
| 99  | Трошкова           | деревня | ↘44       | Махнёвское муниципальное образование  |
| 100 | Турутина           | деревня | ↘2        | Махнёвское муниципальное образование  |
| 101 | Тычкина            | деревня | ↘17       | Махнёвское муниципальное образование  |
| 102 | Федосова           | деревня | ↘6        | муниципальное образование Алапаевское |
| 103 | Фоминка            | деревня | ↘24       | муниципальное образование Алапаевское |
| 104 | Фоминское          | село    | ↘82       | Махнёвское муниципальное образование  |
| 105 | Хабарчиха          | посёлок | ↘269      | Махнёвское муниципальное образование  |
| 106 | Шипицыно           | село    | ↘13       | Махнёвское муниципальное образование  |
| 107 | Шмакова            | деревня | ↘5        | Махнёвское муниципальное образование  |
| 108 | Ялунинское         | село    | ↘568      | муниципальное образование Алапаевское |
| 109 | Ярославское        | село    | ↘241      | муниципальное образование Алапаевское |
| 110 | Ясашная            | посёлок | ↘476      | муниципальное образование Алапаевское |
| 111 | Ячменёва           | деревня | ↘213      | муниципальное образование Алапаевское |

Рабочий посёлок Верхняя Синячиха, посёлки Бабушкино, Советская (посёлок станции, упразднён), деревня Тимошина в СССР образовывали Верхнесинячихинский поссовет, рабочий посёлок Махнёво, посёлок Ерзовка, деревня Шмакова образовывали Махнёвский поссовет. Поссоветы были также упомянуты в законе от от 13 апреля 2017 года № 35-ОЗ, касавшемся административно-территориальных преобразований.
В июле 2004 года посёлок рабочий Махнёво преобразован в сельский населённый пункт, однако в октябре 2007 года вторично становится посёлком городского типа.
С 1 октября 2017 года сельсоветы, а также статус рабочего посёлка у Верхней Синячихи были упразднены.

### Упразднённые населённые пункты
Посёлок станции Советская. Дата упразднения неизвестна, в справочнике по административно-территориальному устройству после 1990 года не значится.
7 августа 1996 года были упразднены посёлок Карьер (Бубчиковского сельсовета), деревни Лопатова и Нижний Яр (Кировского сельсовета), деревня Сидорова и село Гаёво (Мугайского сельсовета).
27 ноября 2001 года на территории района были упразднены посёлки Бобровский (Гаранинского сельсовета) и Октябрь (Муратковского сельсовета).
12 октября 2004 года на территории района были упразднены посёлки Бакарюка и Нижнеозёрный (на уровне административно-территориального устройства находившиеся в подчинении рабочего посёлка Восточного в составе Серовского района).
19 декабря 2016 года законом Свердловской области № 143-ОЗ деревня Швецова была присоединена к селу Кировскому.
2 августа 2019 года законом Свердловской области № 65-ОЗ был упразднён посёлок Бабушкино.
Информация об административно-территориальной принадлежности упразднённых населённых пунктов взята из сборника областного административно-территориального устройства на 1987 год.